# Suwerenna Polska

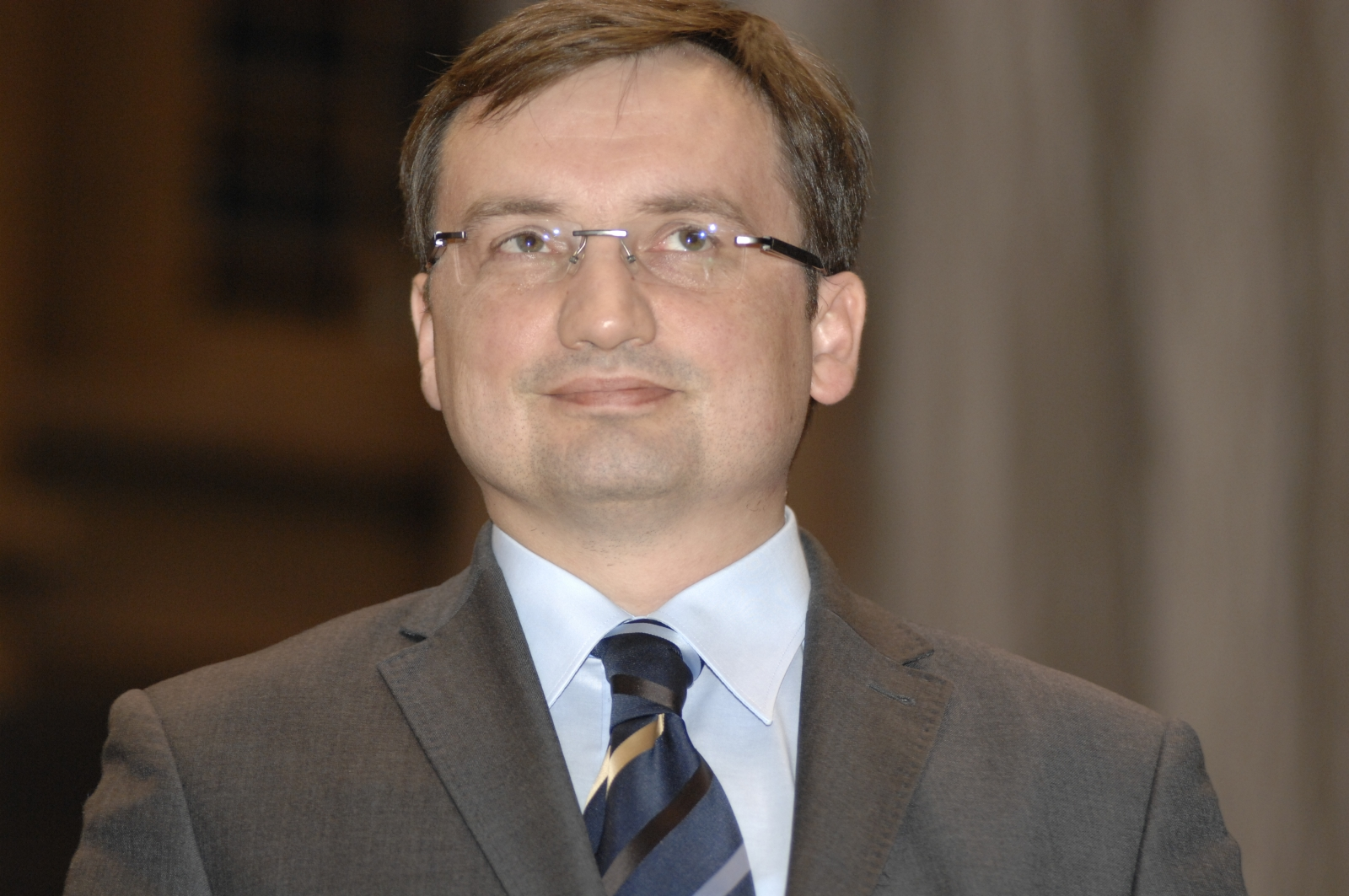
Prezes partii Zbigniew Ziobro

Suwerenna Polska – polska partia polityczna o profilu prawicowym istniejąca w latach 2012–2024. Powstała 24 marca 2012; jej założycielem i prezesem był Zbigniew Ziobro. Została zarejestrowana 1 czerwca 2012 jako Solidarna Polska, do 2018 pełna nazwa brzmiała „Solidarna Polska Zbigniewa Ziobro”. 3 maja 2023 przyjęła nazwę „Suwerenna Polska” (19 maja 2023 zarejestrowano partię pod tą nazwą).
Partię utworzyli byli działacze Prawa i Sprawiedliwości. Posiadała reprezentację w Sejmie VII kadencji (do marca 2013 także w Senacie VIII kadencji), składającą się z grupy parlamentarzystów wybranych w wyborach w 2011. Grupa jej działaczy zasiadała również w klubie PiS w Sejmie VIII, IX i X kadencji oraz w Senacie IX, X i XI kadencji. Do 2014 partia posiadała posłów do Parlamentu Europejskiego wybranych w wyborach w 2009 z list PiS, ponownych reprezentantów w PE (także wybieranych z list PiS) ugrupowanie posiadało od 2019. W latach 2015–2023 partia współtworzyła rząd wraz z PiS (do 2021 były w nim także kolejno Polska Razem i Porozumienie, a od 2021 znajdowała się w nim istniejąca w latach 2021–2023 Partia Republikańska).
12 października 2024 partia rozwiązała się, wchodząc w skład Prawa i Sprawiedliwości.

## Historia

### 2011
Klub parlamentarny „Solidarna Polska” został założony 7 listopada 2011 (formalnie zaczął funkcjonować następnego dnia, wraz z rozpoczęciem nowej kadencji Sejmu). Utworzyło go 16 posłów i 1 senator, wszyscy wybrani z ramienia Prawa i Sprawiedliwości. Jego powstanie wiązało się z usunięciem z PiS trzech posłów do Parlamentu Europejskiego (Tadeusza Cymańskiego, Jacka Kurskiego i Zbigniewa Ziobry), do czego doszło 4 listopada. Parlamentarzyści zakładający SP motywowali tę decyzję gestem solidarności z eurodeputowanymi, wyrażając nadzieję na pozytywne rozpatrzenie odwołania przez nich od decyzji o wykluczeniu z partii. Parlamentarzyści SP zadeklarowali chęć pozostania członkami Prawa i Sprawiedliwości (członkami partii nie byli Mariusz Orion Jędrysek i Jan Ziobro). Decyzją komitetu politycznego PiS członkowie partii zasiadający w klubie Solidarna Polska przestali jednak wraz z końcem 1. posiedzenia Sejmu (1 grudnia) być członkami ugrupowania.
Przewodniczącym klubu parlamentarnego został Arkadiusz Mularczyk, później wiceszefowymi klubu zostały Beata Kempa i Marzena Wróbel. Wkrótce do klubu SP zaczęli dołączać kolejni parlamentarzyści wybrani z list PiS: Bartosz Kownacki (wówczas członek Ruchu Odbudowy Polski), Andrzej Dąbrowski, Kazimierz Ziobro i były marszałek Sejmu Ludwik Dorn. Do klubu parlamentarnego przystąpił także drugi z senatorów, Kazimierz Jaworski. 16 grudnia 2011 z projektem SP związał się czwarty z eurodeputowanych, Jacek Włosowicz.
Politycy związani z inicjatywą rozpoczęli tworzenie klubów na terenie całej Polski, powołując pełnomocników okręgowych. Ponadto powstał m.in. klub radnych SP w sejmiku małopolskim. Działacze Solidarnej Polski zapowiedzieli na 2012 rok powołanie partii i podjęli rozmowy o zjednoczeniu z Prawicą Rzeczypospolitej (połączenie nie doszło jednak ostatecznie do skutku).
26 grudnia 2011 eurodeputowani Solidarnej Polski przeszli z grupy Europejscy Konserwatyści i Reformatorzy (w której dotychczas zasiadali wszyscy deputowani wybrani z list PiS) do grupy Europa Wolności i Demokracji.

### 2012
20 stycznia 2012 ugrupowanie powołało swoje tymczasowe władze: radę programową i radę polityczną. Prezesem Solidarnej Polski został Zbigniew Ziobro, wiceprezesami Beata Kempa i Jacek Kurski, a szefem rady programowej Tadeusz Cymański (później w jego miejsce szefem rady konsultacyjno-programowej został Ludwik Dorn). Funkcję sekretarza objął Jacek Włosowicz (w czerwcu zastąpił go Andrzej Dera, pełniąc tę funkcję do 2013; Jacek Włosowicz został natomiast skarbnikiem). Następnego dnia w Przemyślu Zbigniew Ziobro ogłosił powstanie partii.
24 marca w podwarszawskich Otrębusach odbył się kongres założycielski partii, na którym ogłoszono program oraz statut ugrupowania. Dokonano także wyboru jego stałych władz. Na kongres przybyło 1600 delegatów z całej Polski. Podpisali oni wniosek o rejestrację partii (o pełnej nazwie „Solidarna Polska Zbigniewa Ziobro”). Sąd postanowił o rejestracji partii 1 czerwca.
12 maja przejście do Solidarnej Polski ogłosił kolejny poseł PiS Tomasz Górski. 27 lipca klub Solidarnej Polski opuścili posłowie Bartosz Kownacki i Mariusz-Orion Jędrysek, a na początku grudnia z ugrupowania odszedł także poseł Jerzy Rębek. Wszyscy znaleźli się ostatecznie w klubie PiS.
Powstała partyjna młodzieżówka pod nazwą Klub Młodych Solidarnej Polski (zarejestrowana w 2013), od 27 października 2012 funkcję jej prezesa pełnił Piotr Cieplucha.

### 2013
10 stycznia 2013 klub Solidarnej Polski opuścił kolejny poseł Andrzej Dąbrowski, przechodząc do klubu PSL.
W marcu Marzena Wróbel została odwołana z funkcji wiceprzewodniczącej klubu parlamentarnego, a zastąpili ją Tomasz Górski i Andrzej Romanek.
13 stycznia Janusz Nawrot z Solidarnej Polski wziął udział w przedterminowych wyborach na burmistrza Kazimierzy Wielkiej (startując z własnego komitetu), zajmując 3. miejsce spośród 5 kandydatów (uzyskał 13,92% głosów). 23 czerwca w przedterminowych wyborach na prezydenta Elbląga szef warmińsko-mazurskich struktur partii Paweł Kowszyński zajął 5. miejsce spośród 10 kandydatów (uzyskał 5,58% głosów). 8 września w wyborach uzupełniających do Senatu w okręgu mielecko-dębickim Kazimierz Ziobro zajął 3. miejsce spośród 7 kandydatów, uzyskując 11,09% głosów.
7 grudnia senator Kazimierz Jaworski opuścił Solidarną Polskę, wiążąc się z nowo powstałą Polską Razem Jarosława Gowina.
14 grudnia miał miejsce „Kongres Antykorupcyjny Solidarnej Polski”. Przedstawiono na nim szereg postulatów programowych, dokonano także wyboru władz partii (obsada najwyższych funkcji nie uległa znaczącym zmianom, powołano natomiast radę główną ugrupowania).

### 2014
15 marca 2014 Solidarna Polska zawarła porozumienie z nieformalnym, reaktywowanym Polskim Blokiem Ludowym, przed wyborami do Parlamentu Europejskiego.
Jeszcze przed wyborami klub Solidarnej Polski opuściło kilku parlamentarzystów. 14 lutego wystąpił poseł Piotr Szeliga, zaś 26 marca uczynił to senator Maciej Klima (pozbawiając tym samym partię reprezentacji w Senacie). 12 maja z kolei formację opuścił poseł Jacek Bogucki.
W wyborach do PE partia zarejestrowała listy we wszystkich okręgach. Oprócz polityków wśród kandydatów Solidarnej Polski znalazł się m.in. bokser Tomasz Adamek (były mistrz świata). Partia uzyskała w wyborach 3,98% głosów, zajmując 6. miejsce i nie uzyskując mandatów.
24 maja (na dzień przed wyborami, jednak poinformowano o tym już po wyborach) z klubu odeszli posłowie Ludwik Dorn (nie będący członkiem partii) i Tomasz Górski, pozbawiając partię klubu parlamentarnego. Z partią rozstała się wkrótce także kolejna posłanka, Marzena Wróbel. W Sejmie powołane zostało wówczas 12-osobowe koło ugrupowania (jego szefem został Arkadiusz Mularczyk, a wiceszefami Beata Kempa i Andrzej Romanek).
11 lipca posłowie Solidarnej Polski, wspólnie z trzema dotychczas niezrzeszonymi posłami Polski Razem Jarosława Gowina, utworzyli klub Sprawiedliwa Polska (od 6 marca 2015 działający pod nazwą Zjednoczona Prawica). Jarosław Gowin został jego przewodniczącym, zaś Solidarnej Polsce przypadły funkcje dwóch z trzech wiceprzewodniczących (zostali nimi Beata Kempa i Arkadiusz Mularczyk) oraz rzecznika prasowego (którym został Patryk Jaki).
19 lipca Solidarna Polska i Polska Razem podpisały porozumienie o współpracy z Prawem i Sprawiedliwością, zakładające start partii z list PiS w kolejnych wyborach (samorządowych – do większości sejmików województw – oraz parlamentarnych), a także wystawienie wspólnego kandydata na prezydenta Polski.
W następnym tygodniu z Solidarnej Polski został wykluczony jeden z jej założycieli, Jacek Kurski.
W wyborach samorządowych Solidarna Polska wystartowała do sejmików województw z list PiS, uzyskując 5 mandatów radnych (dwa w województwie małopolskim, a po jednym w województwach opolskim, podkarpackim i śląskim; w podkarpackim Maria Kurowska została wicemarszałkiem województwa). Na niższych szczeblach partia startowała samodzielnie, z list PiS bądź z lokalnych komitetów. Uzyskała kilkadziesiąt mandatów radnych, w tym 10 z ramienia samodzielnego komitetu Solidarnej Polski. W wyborach na prezydentów miast partia popierała głównie kandydatów PiS. Kandydowało dwóch jej członków: Andrzej Dera w Ostrowie Wielkopolskim (z własnego komitetu, przy poparciu PiS) i Marian Koczur w Pabianicach (z lokalnego komitetu, bez poparcia PiS). Nie przeszli oni do II tury. Prezydentem Opola został Arkadiusz Wiśniewski współpracujący z działaczami Solidarnej Polski kandydat bezpartyjny (nie popierany oficjalnie przez żadną partię).

### 2015
W wyborach prezydenckich w 2015 Solidarna Polska, w ramach realizacji umowy z PiS, poparła kandydata tej partii Andrzeja Dudę (który został wybrany na prezydenta). Andrzej Dera został później sekretarzem stanu w Kancelarii Prezydenta, jednak rezygnując z członkostwa w partii.
W wyborach parlamentarnych działacze Solidarnej Polski, zgodnie z umową, wystartowali z list PiS (nieliczni członkowie partii kandydowali ponadto bez powodzenia z list komitetów Grzegorza Brauna i Pawła Kukiza). Do Sejmu z list Prawa i Sprawiedliwości zostało wybranych 9 członków partii: Tadeusz Cymański (Gdańsk), Patryk Jaki (Opole), Beata Kempa (Wrocław), Arkadiusz Mularczyk (Nowy Sącz), Edward Siarka (Nowy Sącz), Piotr Uruski (Krosno), Tadeusz Woźniak (Sieradz), Michał Wójcik (Katowice) i Zbigniew Ziobro (Kielce). Ponadto Mieczysław Golba i Jacek Włosowicz zdobyli mandaty senatorskie w okręgach odpowiednio przemyskim i koneckim. Tadeusz Cymański został jednym z wiceprzewodniczących klubu PiS. Solidarna Polska weszła w skład koalicji rządzącej wraz z PiS i Polską Razem. Zbigniew Ziobro został ministrem sprawiedliwości, Beata Kempa ministrem bez teki i szefową Kancelarii Premiera, a Patryk Jaki wiceministrem sprawiedliwości. W województwach lubelskim, świętokrzyskim i opolskim Solidarna Polska zyskała po jednym radnym sejmikowym, w wyniku uzupełnienia wakatów powstałych po wyborach parlamentarnych (radny sejmiku lubelskiego w 2017 opuścił partię, przechodząc do PiS).

### 2016
W marcu 2016, na mocy zmiany ustawy, prezes Solidarnej Polski Zbigniew Ziobro jako minister sprawiedliwości objął stanowisko prokuratora generalnego. W kwietniu wiceministrem sprawiedliwości został kolejny poseł Solidarnej Polski – Michał Wójcik.
W listopadzie z partii wystąpił szef jej dawnego klubu parlamentarnego, poseł Arkadiusz Mularczyk, decydując się na powrót do PiS.

### 2017
W czerwcu 2017 na wiceministra sprawiedliwości został powołany kolejny polityk związany z Solidarną Polską, bezpartyjny Michał Woś (był nim do marca 2018).
7 października odbyła się, pierwsza od 2014, konwencja partii. Podsumowano na niej dorobek polityków związanych z Solidarną Polską w ramach współrządzenia, a także omówiono zmiany w wymiarze sprawiedliwości. Gościem konwencji był prezes PiS Jarosław Kaczyński, który wygłosił pierwsze przemówienie. Zabrakło na niej przedstawicieli Polski Razem (cztery tygodnie później – na kongresie, podczas którego przekształciła się ona w Porozumienie – zabrakło z kolei reprezentantów Solidarnej Polski).
9 grudnia odbył się kongres partii, na którym dokonano wyboru władz. Zbigniew Ziobro pozostał prezesem, Beata Kempa wiceprezesem, a Jacek Włosowicz skarbnikiem. Ponadto nowym wiceprezesem został Michał Wójcik, a sekretarzem generalnym Mariusz Gosek.

### 2018
19 stycznia 2018 Solidarna Polska wydała wraz z Porozumieniem wspólne oświadczenia, pozytywnie oceniając działania koalicji rządzącej, a także opowiadając się za likwidacją tajnych głosowań w Senacie (w związku z wynikiem głosowań dotyczących Stanisława Koguta i Jana Rulewskiego).
W wyborach samorządowych Solidarna Polska wystartowała do sejmików z list PiS, uzyskując około 20 mandatów radnych w 10 województwach. Na niższym szczeblu jej kandydaci startowali także z lokalnych komitetów. Dwóch członków partii startowało bezskutecznie na prezydentów miast – w Inowrocławiu (z ramienia PiS) i w Piotrkowie Trybunalskim (z lokalnego komitetu, w konkurencji do PiS). Startujący z ramienia PiS na prezydenta Warszawy Patryk Jaki na krótko przed wyborami wystąpił z partii (pozostając jednak z nią związanym). W Opolu reelekcję uzyskał współpracujący ze środowiskiem ugrupowania Arkadiusz Wiśniewski. Dwie osoby należące do Solidarnej Polski zostały wybrane na burmistrzów, a cztery na wójtów. Po wyborach 6 osób związanych z partią zasiadło w zarządach województw.

### 2019
W wyborach do Parlamentu Europejskiego w 2019 Solidarna Polska wystawiła kilkoro kandydatów na listach PiS (w większości okręgów wyborczych). Znaleźli się wśród nich m.in. posłowie Beata Kempa, Patryk Jaki i Tadeusz Cymański. Patryk Jaki (z okręgu małopolsko-świętokrzyskiego) i Beata Kempa (z okręgu dolnośląsko-opolskiego) uzyskali mandaty. We wrześniu Patryk Jaki ponownie został członkiem partii.
W wyborach parlamentarnych działacze Solidarnej Polski ponownie wystartowali do Sejmu z list PiS (w zdecydowanej większości okręgów), Zbigniew Ziobro został liderem listy w okręgu kieleckim. Ponadto z ramienia PiS wystartowali ubiegający się o reelekcję senatorowie Solidarnej Polski. Obaj zdobyli mandaty, zaś do Sejmu spośród przedstawicieli ugrupowania zostali wybrani Tadeusz Cymański, Mariusz Kałużny (od 2018 dyrektor COS, w związku z wyborem na posła ustąpił z funkcji), Jan Kanthak, Janusz Kowalski, Maria Kurowska, Dariusz Olszewski, Jacek Ozdoba, Piotr Sak, Edward Siarka, Aleksandra Szczudło (od 2022 Łapiak), Piotr Uruski, Marcin Warchoł, Michał Woś, Michał Wójcik, Tadeusz Woźniak i Zbigniew Ziobro, a także popierany przez partię członek PiS Sebastian Kaleta, który przeszedł do Solidarnej Polski po wyborach. Ponadto jeszcze przed upływem starej kadencji do partii przystąpił poseł Norbert Kaczmarczyk (wybrany z listy Kukiz’15, od lipca 2019 w klubie PiS), który uzyskał reelekcję. Po wyborach Zbigniew Ziobro pozostał ministrem sprawiedliwości i prokuratorem generalnym, a członkiem Rady Ministrów został także Michał Woś (w marcu 2020 objął on tekę ministra środowiska). Solidarna Polska zwiększyła także swoją reprezentację na stanowiskach wiceministrów.
Na posiedzeniu zarządu partii 23 grudnia nowym sekretarzem generalnym partii został Mariusz Kałużny (w kwietniu 2022 Mariusz Gosek powrócił jednak na tę funkcję), a skarbnikiem Michał Woś (w 2020 objął on funkcję wiceprezesa). Ponadto pod nazwą Forum Młodych Solidarnej Polski zdecydowano reaktywować młodzieżówkę partii, za co odpowiedzialnym został Norbert Kaczmarczyk.

### 2020
8 lutego 2020 partia zorganizowała konwencję, na której zapowiedziano kontynuację reform w wymiarze sprawiedliwości, wprowadzenie instytucji sędziego pokoju, wprowadzenie dwuinstancyjności sądów oraz jednolitego stanowiska sędziowskiego, a także digitalizację akt sądowych. Podczas konwencji przystąpienie do partii ogłosiła grupa dotychczasowych działaczy ruchu Kukiz’15, w tym byli posłowie Barbara Chrobak i Andrzej Kobylarz (który w 2023 odszedł z partii).
Po tzw. brexicie w lutym mandat w Sejmie po Dominiku Tarczyńskim z PiS, któremu przypadł mandat eurodeputowanego, objął Mariusz Gosek. W maju trzech działaczy związanych z Solidarną Polską objęło stanowiska II wicewojewodów.
W wyborach prezydenckich Solidarna Polska ponownie popierała Andrzeja Dudę, który uzyskał reelekcję. 26 września 2020, po sporach wewnątrz koalicji rządzącej, podpisano nową umowę koalicyjną. 10 dni później doszło do rekonstrukcji rządu, w wyniku której Michał Woś został odwołany ze składu Rady Ministrów, a jej członkiem został (nie obejmując żadnej teki) Michał Wójcik.

### 2021
W lutym 2021 prezydent Rzeszowa Tadeusz Ferenc, który zrezygnował z pełnionej funkcji, jako kandydata na swojego następcę w przedterminowych wyborach poparł wiceministra sprawiedliwości i posła Solidarnej Polski Marcina Warchoła. Złożył on tymczasowo rezygnację z członkostwa w partii, przy czym Solidarna Polska udzieliła mu poparcia w wyborach. Zajął w nich przedostatnie, 3. miejsce, z wynikiem 10,72% głosów.

### 2022
14 kwietnia 2022 senator Jacek Włosowicz został wykluczony z partii (wraz z radnym sejmiku świętokrzyskiego Grzegorzem Banasiem). 12 maja do partii dołączyła posłanka Anna Siarkowska (członkini klubu PiS, bezpartyjna od czasu wyrejestrowania w 2019 założonej przez nią Partii Republikańskiej, jako której członkini została wybrana do Sejmu).

### 2023
26 kwietnia 2023 rzecznik prasowy partii Jacek Ozdoba poinformował o planach zmiany nazwy ugrupowania z „Solidarna Polska” na „Suwerenna Polska”, co nastąpiło 3 maja tego samego roku na kongresie partii. Zapowiedziano rejestrację partii pod tą nazwą ze względów techniczno-formalnych pod innym numerem ewidencyjnym niż Solidarna Polska. Sąd zarejestrował partię 19 maja. Jej członkiem nie został jeden z założycieli Solidarnej Polski, poseł Tadeusz Cymański, decydując się na powrót do PiS. 21 lipca partię opuściła posłanka Anna Siarkowska, przechodząc do Ruchu Narodowego i Konfederacji. W tym samym roku do Suwerennej Polski wstąpił Robert Bąkiewicz, w przeszłości prezes stowarzyszenia Marsz Niepodległości i członek zarządu ONR.
W wyborach parlamentarnych działacze Suwerennej Polski ponownie wystartowali do Sejmu z list PiS, znów posiadając przedstawicieli w zdecydowanej większości okręgów. Zbigniew Ziobro był liderem listy w okręgu rzeszowskim. Ponadto z ramienia PiS wystartował senator Suwerennej Polski Mieczysław Golba, który uzyskał reelekcję. Także w wyniku wyborów do Sejmu partia utrzymała parlamentarny stan posiadania, zdobywając 18 mandatów poselskich. Otrzymali je: Mariusz Gosek, Norbert Kaczmarczyk, Sebastian Kaleta, Mariusz Kałużny, Jan Kanthak, Janusz Kowalski, Maria Kurowska, Sebastian Łukaszewicz, Dariusz Matecki, Jacek Ozdoba, Marcin Romanowski, Edward Siarka, Piotr Uruski, Marcin Warchoł, Michał Woś, Michał Wójcik, Tadeusz Woźniak i Zbigniew Ziobro. Wszyscy parlamentarzyści ugrupowania zasiedli w klubie PiS, jednak żaden przedstawiciel Suwerennej Polski nie znalazł się w jego władzach. W urzędującej kilkanaście dni nowej Radzie Ministrów, powołanej w pierwszym kroku konstytucyjnym, znaleźli się Marcin Warchoł jako minister sprawiedliwości i prokurator generalny oraz Jacek Ozdoba jako minister bez teki. Następnie partia wraz z całym klubem PiS znalazła się w opozycji i jej przedstawiciele zostali odwołani ze stanowisk rządowych.
W grudniu z powodu choroby Zbigniewa Ziobry tymczasowo pełnienie obowiązków szefa partii przejęło kolegialne prezydium pod przewodnictwem eurodeputowanego Patryka Jakiego.

### 2024
W wyborach samorządowych w 2024 Suwerenna Polska wystartowała do sejmików z list PiS, uzyskując 12 mandatów radnych w 9 województwach. Na niższym szczeblu jej kandydaci startowali oprócz komitetu PiS także z lokalnych komitetów, partia powołała też własny komitet (który wystawił kandydatów do 4 rad gmin oraz w Górze Kalwarii listy do rady miasta i kandydata na burmistrza). Robert Popkowski był kandydatem PiS na prezydenta Konina, przegrywając w II turze. Po 5 innych członków partii startowało na burmistrzów i wójtów, z czego 1 kandydat (komitetu Marcina Romanowskiego) został wybrany na wójta. 3 przedstawicieli Suwerennej Polski zasiadło w zarządach województw.
W wyborach do Parlamentu Europejskiego 10 działaczy Suwerennej Polski wystartowało z list PiS. Mandaty zdobyli Patryk Jaki (uzyskując reelekcję) i poseł Jacek Ozdoba, reelekcji nie uzyskała natomiast Beata Kempa.
W czerwcu rezygnację z członkostwa w Suwerennej Polsce złożył poseł Janusz Kowalski, który we wrześniu ponownie przystąpił do PiS.
12 października na kongresie PiS podjęto uchwałę o połączeniu się z Suwerenną Polską, która w związku z tym rozwiązała się. Wiceprezesami PiS zostali Patryk Jaki i Michał Wójcik (który objął tę funkcję z założeniem tymczasowości do momentu objęcia jej przez Zbigniewa Ziobrę), w skład komitetu politycznego PiS weszli także Beata Kempa i Michał Woś, a w komitecie wykonawczym partii zasiedli Sebastian Kaleta, Dariusz Matecki i Marcin Warchoł. Decyzja ta wzbudziła sprzeciw części członków, m.in. działacze SP w powiecie mieleckim odmówili dołączenia do Prawa i Sprawiedliwości.

## Program
„Nowa Konstytucja Rzeczypospolitej Polskiej”, program Solidarnej Polski Zbigniewa Ziobro, został ogłoszony 3 maja 2013. Partia opowiadała się w nim za:
- ideą sprawiedliwości społecznej;
- kompleksowym programem prorodzinnym;
- systemem prezydenckim;
- mieszaną ordynacją wyborczą – częściowo z jednomandatowymi okręgami wyborczymi;
- likwidacją immunitetów sędziów;
- izbą dyscyplinarną;
- likwidacją Senatu;
- zmniejszeniem liczby posłów o połowę;
- powołaniem Sądu Odpowiedzialności Państwowej;
- powszechnymi wyborami Prokuratora Generalnego, marszałków województw oraz starostów powiatów;
- decentralizacją władzy;
- wzmocnieniem instytucji referendum[69].

Solidarna Polska ogłosiła również swoją deklarację, do której nawiązała także jako Suwerenna Polska.
Nie opowiadała się za wyjściem Polski z Unii Europejskiej, jednak prowadziła politykę silnie eurosceptyczną. W kwestiach obyczajowych prezentowała poglądy konserwatywne. Opowiadała się m.in. przeciwko rejestracji związków partnerskich oraz legalizacji aborcji w przypadku uszkodzenia płodu. Zaangażowała się w protesty i działania na rzecz przyznania Telewizji Trwam miejsca na multipleksie cyfrowym.

## Posłowie, senatorowie i eurodeputowani
|    | poseł                 | w Sejmie           |
| -- | --------------------- | ------------------ |
| 1  | Mariusz Gosek         | od 2020            |
| 2  | Norbert Kaczmarczyk   | od 2015            |
| 3  | Sebastian Kaleta      | od 2019            |
| 4  | Mariusz Kałużny       | od 2019            |
| 5  | Jan Kanthak           | od 2019            |
| 6  | Maria Kurowska        | od 2019            |
| 7  | Sebastian Łukaszewicz | od 2023            |
| 8  | Dariusz Matecki       | od 2023            |
| 9  | Marcin Romanowski     | od 2023            |
| 10 | Edward Siarka         | od 2005            |
| 11 | Piotr Uruski          | od 2015            |
| 12 | Marcin Warchoł        | od 2019            |
| 13 | Michał Woś            | od 2019            |
| 14 | Tadeusz Woźniak       | od 2005            |
| 15 | Michał Wójcik         | 2005–2007, od 2015 |
| 16 | Zbigniew Ziobro       | 2001–2009, od 2015 |

|   | senator          | w Senacie |
| - | ---------------- | --------- |
| 1 | Mieczysław Golba | od 2015   |

|   | europoseł    | w PE    |
| - | ------------ | ------- |
| 1 | Patryk Jaki  | od 2019 |
| 2 | Jacek Ozdoba | od 2024 |

|   | europoseł   | w PE      |
| - | ----------- | --------- |
| 1 | Patryk Jaki | od 2019   |
| 2 | Beata Kempa | 2019–2024 |

|    | poseł               | w Sejmie             |
| -- | ------------------- | -------------------- |
| 1  | Mariusz Gosek       | od 2020              |
| 2  | Norbert Kaczmarczyk | od 2015              |
| 3  | Sebastian Kaleta    | od 2019              |
| 4  | Mariusz Kałużny     | od 2019              |
| 5  | Jan Kanthak         | od 2019              |
| 6  | Janusz Kowalski     | od 2019              |
| 7  | Maria Kurowska      | od 2019              |
| 8  | Aleksandra Łapiak   | 2019–2023            |
| 9  | Dariusz Olszewski   | 2005–2007, 2019–2023 |
| 10 | Jacek Ozdoba        | 2019–2024            |
| 11 | Piotr Sak           | 2019–2023            |
| 12 | Edward Siarka       | od 2005              |
| 13 | Piotr Uruski        | od 2015              |
| 14 | Marcin Warchoł      | od 2019              |
| 15 | Michał Woś          | od 2019              |
| 16 | Tadeusz Woźniak     | od 2005              |
| 17 | Michał Wójcik       | 2005–2007, od 2015   |
| 18 | Zbigniew Ziobro     | 2001–2009, od 2015   |

|   | senator          | w Senacie |
| - | ---------------- | --------- |
| 1 | Mieczysław Golba | od 2015   |

|   | poseł               | w Sejmie             |
| - | ------------------- | -------------------- |
| 1 | Tadeusz Cymański    | 1997–2009, 2015–2023 |
| 2 | Norbert Kaczmarczyk | od 2015              |
| 3 | Edward Siarka       | od 2005              |
| 4 | Piotr Uruski        | od 2015              |
| 5 | Tadeusz Woźniak     | od 2005              |
| 6 | Michał Wójcik       | 2005–2007, od 2015   |
| 7 | Zbigniew Ziobro     | 2001–2009, od 2015   |

|   | senator          | w Senacie          |
| - | ---------------- | ------------------ |
| 1 | Mieczysław Golba | od 2015            |
| 2 | Jacek Włosowicz  | 2005–2007, od 2015 |

|    | poseł               | w Sejmie             |
| -- | ------------------- | -------------------- |
| 1  | Andrzej Dera        | 2005–2015            |
| 2  | Mieczysław Golba    | 2005–2015            |
| 3  | Patryk Jaki         | 2011–2019            |
| 4  | Beata Kempa         | 2005–2019            |
| 5  | Arkadiusz Mularczyk | od 2005              |
| 6  | Józef Rojek         | 2005–2006, 2007–2015 |
| 7  | Andrzej Romanek     | 2011–2015            |
| 8  | Edward Siarka       | od 2005              |
| 9  | Tadeusz Woźniak     | od 2005              |
| 10 | Jan Ziobro          | 2011–2015            |
| 11 | Kazimierz Ziobro    | 2011–2015            |

|   | europoseł        | w PE      |
| - | ---------------- | --------- |
| 1 | Tadeusz Cymański | 2009–2014 |
| 2 | Jacek Kurski     | 2009–2014 |
| 3 | Jacek Włosowicz  | 2009–2014 |
| 4 | Zbigniew Ziobro  | 2009–2014 |